# Renewi Tour 2024
La 19e édition du Renewi Tour (anciennement Eneco Tour, BinckBank Tour puis Benelux Tour) a lieu du 28 août au 1er septembre 2024 en Belgique et aux Pays-Bas. Elle fait partie de l'UCI World Tour 2024.

## Présentation
À partir de 2023, le Benelux Tour devient le Renewi Tour. Par rapport à l'édition courue en 2021 sous le nom de Benelux Tour (l'édition 2022 avait été annulée), le nombre d'étapes est réduit à cinq au lieu de sept.

### Parcours
Le profil vallonné de la première étape et surtout de la dernière étape (Ardennes flamandes) ainsi que le contre-la-montre de la deuxième étape devraient orienter les résultats du classement général final alors que les troisième et quatrième étapes semblent dévolues aux sprinteurs.

### Équipes
Le Renewi Tour faisant partie du calendrier de l'UCI World Tour, les dix-huit « World Teams » y participent. Cinq UCI ProTeams ont reçu une invitation.
| WorldTeams (18)- Decathlon-AG2R La Mondiale - Intermarché-Wanty - UAE Team Emirates - Alpecin-Deceuninck - Arkéa-B&B Hotels - Astana Qazaqstan Team - Bahrain Victorious - Red Bull-Bora-Hansgrohe - Cofidis - Movistar Team - EF Education-EasyPost - Groupama-FDJ - Lidl-Trek - Soudal Quick-Step - Team dsm-firmenich PostNL - Team Jayco AlUla - Ineos Grenadiers - Team Visma \| Lease a Bike ProTeams (5)- Lotto Dstny - Bingoal WB - TDT-Unibet - Team Flanders-Baloise - Tudor Pro Cycling Team |
| |

### Favoris
Parmi les favoris, on peut citer le champion du monde Mathieu van der Poel, le champion de Belgique Arnaud De Lie, récent vainqueur du Tour du Danemark, Tim Wellens, vainqueur final du Renewi Tour 2023 ainsi que Biniam Girmay, vainqueur d’une étape et maillot vert du Tour de France, Jasper Philipsen, triple vainqueur d’étape au Tour de France, Valentin Madouas, médaillé d'argent olympique sur route, Christophe Laporte, médaillé de bronze olympique sur route, Filippo Ganna, médaillé d'argent olympique contre-la-montre, Tim Merlier, triple vainqueur d’étape au Tour d’Italie, le champion des Pays-Bas Dylan Groenewegen, Yves Lampaert, Matej Mohoric, Jasper Stuyven, Jonathan Milan, Tiesj Benoot et Olav Kooij.

## Étapes
| Étape     | Date    | Villes étapes             | type                        | Distance (km) | Dénivelé (m) | Vainqueur d'étape | Leader du classement général |
| --------- | ------- | ------------------------- | --------------------------- | ------------- | ------------ | ----------------- | ---------------------------- |
| 1re étape | 28 août | Riemst – Bilzen           | étape vallonnée             | 163           | 1 648 m      | Jonathan Milan    | Jonathan Milan               |
| 2e étape  | 29 août | Tessenderlo – Tessenderlo | contre-la-montre individuel | 15            | 112 m        | Alec Segaert      | Alec Segaert                 |
| 3e étape  | 30 août | Blankenberge – Ardoye     | étape de plaine             | 185           | 690 m        | Jonathan Milan    | Alec Segaert                 |
| 4e étape  | 31 août | Oostbourg – Aalter        | étape de plaine             | 178           | 661 m        | Jasper Philipsen  | Alec Segaert                 |
| 5e étape  | 1 sept. | Menin – Grammont          | étape vallonnée             | 203           | 2 124 m      | Arnaud De Lie     | Tim Wellens                  |

## Résultats

### 1reétape
| \| Classement de l'étape \| Classement de l'étape \| Classement de l'étape \| Classement de l'étape \| Classement de l'étape \| \| Coureur \| Coureur \| Pays \| Équipe \| Temps \| \| --------------------- \| --------------------- \| --------------------- \| ---------------------- \| --------------------- \| \| 1er \| Jonathan Milan \| Italie \| Lidl-Trek \| 3 h 41 min 01 s \| \| 2e \| Jasper Philipsen \| Belgique \| Alpecin-Deceuninck \| + 0 s \| \| 3e \| Axel Zingle \| France \| Cofidis \| + 0 s \| \| 4e \| Dylan Groenewegen \| Pays-Bas \| Team Jayco AlUla \| + 0 s \| \| 5e \| Paul Penhoët \| France \| Groupama-FDJ \| + 0 s \| \| 6e \| Gerben Thijssen \| Belgique \| Intermarché-Wanty \| + 0 s \| \| 7e \| Matteo Trentin \| Italie \| Tudor Pro Cycling Team \| + 0 s \| \| 8e \| Elia Viviani \| Italie \| Ineos Grenadiers \| + 0 s \| \| 9e \| Davide Bomboi \| Belgique \| TDT-Unibet \| + 0 s \| \| 10e \| Iván García Cortina \| Espagne \| Movistar Team \| + 0 s \| |                     |          |                        |                 |
| |                     |          |                        |                 |
| |                     |          |                        |                 |
| Classement de l'étape |                     |          |                        |                 |
| Coureur | Coureur             | Pays     | Équipe                 | Temps           |
| 1er | Jonathan Milan      | Italie   | Lidl-Trek              | 3 h 41 min 01 s |
| 2e | Jasper Philipsen    | Belgique | Alpecin-Deceuninck     | + 0 s           |
| 3e | Axel Zingle         | France   | Cofidis                | + 0 s           |
| 4e | Dylan Groenewegen   | Pays-Bas | Team Jayco AlUla       | + 0 s           |
| 5e | Paul Penhoët        | France   | Groupama-FDJ           | + 0 s           |
| 6e | Gerben Thijssen     | Belgique | Intermarché-Wanty      | + 0 s           |
| 7e | Matteo Trentin      | Italie   | Tudor Pro Cycling Team | + 0 s           |
| 8e | Elia Viviani        | Italie   | Ineos Grenadiers       | + 0 s           |
| 9e | Davide Bomboi       | Belgique | TDT-Unibet             | + 0 s           |
| 10e | Iván García Cortina | Espagne  | Movistar Team          | + 0 s           |

| \| Classement général \| Classement général \| Classement général \| Classement général \| Classement général \| \| Coureur \| Coureur \| Pays \| Équipe \| Temps \| \| ------------------ \| ------------------ \| ------------------ \| ---------------------- \| ------------------ \| \| 1er \| Jonathan Milan \| Italie \| Lidl-Trek \| 3 h 40 min 51 s \| \| 2e \| Jasper Philipsen \| Belgique \| Alpecin-Deceuninck \| + 4 s \| \| 3e \| Axel Huens \| France \| TDT-Unibet \| + 4 s \| \| 4e \| Axel Zingle \| France \| Cofidis \| + 6 s \| \| 5e \| Lars Craps \| Belgique \| Team Flanders-Baloise \| + 6 s \| \| 6e \| Dylan Groenewegen \| Pays-Bas \| Team Jayco AlUla \| + 10 s \| \| 7e \| Paul Penhoët \| France \| Groupama-FDJ \| + 10 s \| \| 8e \| Gerben Thijssen \| Belgique \| Intermarché-Wanty \| + 10 s \| \| 9e \| Matteo Trentin \| Italie \| Tudor Pro Cycling Team \| + 10 s \| \| 10e \| Elia Viviani \| Italie \| Ineos Grenadiers \| + 10 s \| |                   |          |                        |                 |
| |                   |          |                        |                 |
| |                   |          |                        |                 |
| Classement général |                   |          |                        |                 |
| Coureur | Coureur           | Pays     | Équipe                 | Temps           |
| 1er | Jonathan Milan    | Italie   | Lidl-Trek              | 3 h 40 min 51 s |
| 2e | Jasper Philipsen  | Belgique | Alpecin-Deceuninck     | + 4 s           |
| 3e | Axel Huens        | France   | TDT-Unibet             | + 4 s           |
| 4e | Axel Zingle       | France   | Cofidis                | + 6 s           |
| 5e | Lars Craps        | Belgique | Team Flanders-Baloise  | + 6 s           |
| 6e | Dylan Groenewegen | Pays-Bas | Team Jayco AlUla       | + 10 s          |
| 7e | Paul Penhoët      | France   | Groupama-FDJ           | + 10 s          |
| 8e | Gerben Thijssen   | Belgique | Intermarché-Wanty      | + 10 s          |
| 9e | Matteo Trentin    | Italie   | Tudor Pro Cycling Team | + 10 s          |
| 10e | Elia Viviani      | Italie   | Ineos Grenadiers       | + 10 s          |

### 2eétape
| \| Classement de l'étape \| Classement de l'étape \| Classement de l'étape \| Classement de l'étape \| Classement de l'étape \| \| Coureur \| Coureur \| Pays \| Équipe \| Temps \| \| --------------------- \| --------------------- \| --------------------- \| -------------------------- \| --------------------- \| \| 1er \| Alec Segaert \| Belgique \| Lotto Dstny \| 16 min 59 s \| \| 2e \| Magnus Sheffield \| États-Unis \| Ineos Grenadiers \| + 7 s \| \| 3e \| Stefan Bissegger \| Suisse \| EF Education-EasyPost \| + 10 s \| \| 4e \| Tobias Foss \| Norvège \| Ineos Grenadiers \| + 11 s \| \| 5e \| Tim Wellens \| Belgique \| UAE Team Emirates \| + 16 s \| \| 6e \| Ben Turner \| Royaume-Uni \| Ineos Grenadiers \| + 22 s \| \| 7e \| Christophe Laporte \| France \| Team Visma \\| Lease a Bike \| + 23 s \| \| 8e \| Filip Maciejuk \| Pologne \| Red Bull-Bora-Hansgrohe \| + 26 s \| \| 9e \| Maximilian Schachmann \| Allemagne \| Red Bull-Bora-Hansgrohe \| + 27 s \| \| 10e \| Alberto Bettiol \| Italie \| Astana Qazaqstan Team \| + 28 s \| |                       |             |                            |             |
| |                       |             |                            |             |
| |                       |             |                            |             |
| Classement de l'étape |                       |             |                            |             |
| Coureur | Coureur               | Pays        | Équipe                     | Temps       |
| 1er | Alec Segaert          | Belgique    | Lotto Dstny                | 16 min 59 s |
| 2e | Magnus Sheffield      | États-Unis  | Ineos Grenadiers           | + 7 s       |
| 3e | Stefan Bissegger      | Suisse      | EF Education-EasyPost      | + 10 s      |
| 4e | Tobias Foss           | Norvège     | Ineos Grenadiers           | + 11 s      |
| 5e | Tim Wellens           | Belgique    | UAE Team Emirates          | + 16 s      |
| 6e | Ben Turner            | Royaume-Uni | Ineos Grenadiers           | + 22 s      |
| 7e | Christophe Laporte    | France      | Team Visma \| Lease a Bike | + 23 s      |
| 8e | Filip Maciejuk        | Pologne     | Red Bull-Bora-Hansgrohe    | + 26 s      |
| 9e | Maximilian Schachmann | Allemagne   | Red Bull-Bora-Hansgrohe    | + 27 s      |
| 10e | Alberto Bettiol       | Italie      | Astana Qazaqstan Team      | + 28 s      |

| \| Classement général \| Classement général \| Classement général \| Classement général \| Classement général \| \| Coureur \| Coureur \| Pays \| Équipe \| Temps \| \| ------------------ \| --------------------- \| ------------------ \| -------------------------- \| ------------------ \| \| 1er \| Alec Segaert \| Belgique \| Lotto Dstny \| 3 h 58 min 00 s \| \| 2e \| Magnus Sheffield \| États-Unis \| Ineos Grenadiers \| + 7 s \| \| 3e \| Tobias Foss \| Norvège \| Ineos Grenadiers \| + 11 s \| \| 4e \| Tim Wellens \| Belgique \| UAE Team Emirates \| + 16 s \| \| 5e \| Ben Turner \| Royaume-Uni \| Ineos Grenadiers \| + 22 s \| \| 6e \| Christophe Laporte \| France \| Team Visma \\| Lease a Bike \| + 23 s \| \| 7e \| Maximilian Schachmann \| Allemagne \| Red Bull-Bora-Hansgrohe \| + 27 s \| \| 8e \| Alberto Bettiol \| Italie \| Astana Qazaqstan Team \| + 28 s \| \| 9e \| Rémi Cavagna \| France \| Movistar Team \| + 30 s \| \| 10e \| Per Strand Hagenes \| Norvège \| Team Visma \\| Lease a Bike \| + 32 s \| |                       |             |                            |                 |
| |                       |             |                            |                 |
| |                       |             |                            |                 |
| Classement général |                       |             |                            |                 |
| Coureur | Coureur               | Pays        | Équipe                     | Temps           |
| 1er | Alec Segaert          | Belgique    | Lotto Dstny                | 3 h 58 min 00 s |
| 2e | Magnus Sheffield      | États-Unis  | Ineos Grenadiers           | + 7 s           |
| 3e | Tobias Foss           | Norvège     | Ineos Grenadiers           | + 11 s          |
| 4e | Tim Wellens           | Belgique    | UAE Team Emirates          | + 16 s          |
| 5e | Ben Turner            | Royaume-Uni | Ineos Grenadiers           | + 22 s          |
| 6e | Christophe Laporte    | France      | Team Visma \| Lease a Bike | + 23 s          |
| 7e | Maximilian Schachmann | Allemagne   | Red Bull-Bora-Hansgrohe    | + 27 s          |
| 8e | Alberto Bettiol       | Italie      | Astana Qazaqstan Team      | + 28 s          |
| 9e | Rémi Cavagna          | France      | Movistar Team              | + 30 s          |
| 10e | Per Strand Hagenes    | Norvège     | Team Visma \| Lease a Bike | + 32 s          |

### 3eétape
| \| Classement de l'étape \| Classement de l'étape \| Classement de l'étape \| Classement de l'étape \| Classement de l'étape \| \| Coureur \| Coureur \| Pays \| Équipe \| Temps \| \| --------------------- \| --------------------- \| --------------------- \| --------------------- \| --------------------- \| \| 1er \| Jonathan Milan \| Italie \| Lidl-Trek \| 3 h 57 min 17 s \| \| 2e \| Jasper Philipsen \| Belgique \| Alpecin-Deceuninck \| + 0 s \| \| 3e \| Max Walscheid \| Allemagne \| Team Jayco AlUla \| + 0 s \| \| 4e \| Arnaud Démare \| France \| Arkéa-B&B Hotels \| + 0 s \| \| 5e \| Gleb Syritsa \| Bannière neutre \| Astana Qazaqstan Team \| + 0 s \| \| 6e \| Jules Hesters \| Belgique \| Team Flanders-Baloise \| + 0 s \| \| 7e \| Gerben Thijssen \| Belgique \| Intermarché-Wanty \| + 0 s \| \| 8e \| Davide Persico \| Italie \| Bingoal WB \| + 0 s \| \| 9e \| Stefan Bissegger \| Suisse \| EF Education-EasyPost \| + 0 s \| \| 10e \| Arnaud De Lie \| Belgique \| Lotto Dstny \| + 0 s \| |                  |                 |                       |                 |
| |                  |                 |                       |                 |
| |                  |                 |                       |                 |
| Classement de l'étape |                  |                 |                       |                 |
| Coureur | Coureur          | Pays            | Équipe                | Temps           |
| 1er | Jonathan Milan   | Italie          | Lidl-Trek             | 3 h 57 min 17 s |
| 2e | Jasper Philipsen | Belgique        | Alpecin-Deceuninck    | + 0 s           |
| 3e | Max Walscheid    | Allemagne       | Team Jayco AlUla      | + 0 s           |
| 4e | Arnaud Démare    | France          | Arkéa-B&B Hotels      | + 0 s           |
| 5e | Gleb Syritsa     | Bannière neutre | Astana Qazaqstan Team | + 0 s           |
| 6e | Jules Hesters    | Belgique        | Team Flanders-Baloise | + 0 s           |
| 7e | Gerben Thijssen  | Belgique        | Intermarché-Wanty     | + 0 s           |
| 8e | Davide Persico   | Italie          | Bingoal WB            | + 0 s           |
| 9e | Stefan Bissegger | Suisse          | EF Education-EasyPost | + 0 s           |
| 10e | Arnaud De Lie    | Belgique        | Lotto Dstny           | + 0 s           |

| \| Classement général \| Classement général \| Classement général \| Classement général \| Classement général \| \| Coureur \| Coureur \| Pays \| Équipe \| Temps \| \| ------------------ \| --------------------- \| ------------------ \| -------------------------- \| ------------------ \| \| 1er \| Alec Segaert \| Belgique \| Lotto Dstny \| 7 h 55 min 17 s \| \| 2e \| Magnus Sheffield \| États-Unis \| Ineos Grenadiers \| + 7 s \| \| 3e \| Tobias Foss \| Norvège \| Ineos Grenadiers \| + 11 s \| \| 4e \| Tim Wellens \| Belgique \| UAE Team Emirates \| + 16 s \| \| 5e \| Ben Turner \| Royaume-Uni \| Ineos Grenadiers \| + 22 s \| \| 6e \| Christophe Laporte \| France \| Team Visma \\| Lease a Bike \| + 23 s \| \| 7e \| Jonathan Milan \| Italie \| Lidl-Trek \| + 23 s \| \| 8e \| Maximilian Schachmann \| Allemagne \| Red Bull-Bora-Hansgrohe \| + 27 s \| \| 9e \| Alberto Bettiol \| Italie \| Astana Qazaqstan Team \| + 28 s \| \| 10e \| Rémi Cavagna \| France \| Movistar Team \| + 30 s \| |                       |             |                            |                 |
| |                       |             |                            |                 |
| |                       |             |                            |                 |
| Classement général |                       |             |                            |                 |
| Coureur | Coureur               | Pays        | Équipe                     | Temps           |
| 1er | Alec Segaert          | Belgique    | Lotto Dstny                | 7 h 55 min 17 s |
| 2e | Magnus Sheffield      | États-Unis  | Ineos Grenadiers           | + 7 s           |
| 3e | Tobias Foss           | Norvège     | Ineos Grenadiers           | + 11 s          |
| 4e | Tim Wellens           | Belgique    | UAE Team Emirates          | + 16 s          |
| 5e | Ben Turner            | Royaume-Uni | Ineos Grenadiers           | + 22 s          |
| 6e | Christophe Laporte    | France      | Team Visma \| Lease a Bike | + 23 s          |
| 7e | Jonathan Milan        | Italie      | Lidl-Trek                  | + 23 s          |
| 8e | Maximilian Schachmann | Allemagne   | Red Bull-Bora-Hansgrohe    | + 27 s          |
| 9e | Alberto Bettiol       | Italie      | Astana Qazaqstan Team      | + 28 s          |
| 10e | Rémi Cavagna          | France      | Movistar Team              | + 30 s          |

### 4eétape
| \| Classement de l'étape \| Classement de l'étape \| Classement de l'étape \| Classement de l'étape \| Classement de l'étape \| \| Coureur \| Coureur \| Pays \| Équipe \| Temps \| \| --------------------- \| --------------------- \| --------------------- \| -------------------------- \| --------------------- \| \| 1er \| Jasper Philipsen \| Belgique \| Alpecin-Deceuninck \| 3 h 37 min 08 s \| \| 2e \| Christophe Laporte \| France \| Team Visma \\| Lease a Bike \| + 0 s \| \| 3e \| Arnaud De Lie \| Belgique \| Lotto Dstny \| + 0 s \| \| 4e \| Paul Penhoët \| France \| Groupama-FDJ \| + 0 s \| \| 5e \| Bram Welten \| Pays-Bas \| Team dsm-firmenich PostNL \| + 0 s \| \| 6e \| Phil Bauhaus \| Allemagne \| Bahrain Victorious \| + 0 s \| \| 7e \| Matteo Trentin \| Italie \| Tudor Pro Cycling Team \| + 0 s \| \| 8e \| Jonathan Milan \| Italie \| Lidl-Trek \| + 0 s \| \| 9e \| Milan Fretin \| Belgique \| Cofidis \| + 0 s \| \| 10e \| Sebastián Molano \| Colombie \| UAE Team Emirates \| + 0 s \| |                    |           |                            |                 |
| |                    |           |                            |                 |
| |                    |           |                            |                 |
| Classement de l'étape |                    |           |                            |                 |
| Coureur | Coureur            | Pays      | Équipe                     | Temps           |
| 1er | Jasper Philipsen   | Belgique  | Alpecin-Deceuninck         | 3 h 37 min 08 s |
| 2e | Christophe Laporte | France    | Team Visma \| Lease a Bike | + 0 s           |
| 3e | Arnaud De Lie      | Belgique  | Lotto Dstny                | + 0 s           |
| 4e | Paul Penhoët       | France    | Groupama-FDJ               | + 0 s           |
| 5e | Bram Welten        | Pays-Bas  | Team dsm-firmenich PostNL  | + 0 s           |
| 6e | Phil Bauhaus       | Allemagne | Bahrain Victorious         | + 0 s           |
| 7e | Matteo Trentin     | Italie    | Tudor Pro Cycling Team     | + 0 s           |
| 8e | Jonathan Milan     | Italie    | Lidl-Trek                  | + 0 s           |
| 9e | Milan Fretin       | Belgique  | Cofidis                    | + 0 s           |
| 10e | Sebastián Molano   | Colombie  | UAE Team Emirates          | + 0 s           |

| \| Classement général \| Classement général \| Classement général \| Classement général \| Classement général \| \| Coureur \| Coureur \| Pays \| Équipe \| Temps \| \| ------------------ \| --------------------- \| ------------------ \| -------------------------- \| ------------------ \| \| 1er \| Alec Segaert \| Belgique \| Lotto Dstny \| 11 h 32 min 25 s \| \| 2e \| Magnus Sheffield \| États-Unis \| Ineos Grenadiers \| + 7 s \| \| 3e \| Tobias Foss \| Norvège \| Ineos Grenadiers \| + 11 s \| \| 4e \| Tim Wellens \| Belgique \| UAE Team Emirates \| + 16 s \| \| 5e \| Christophe Laporte \| France \| Team Visma \\| Lease a Bike \| + 17 s \| \| 6e \| Jasper Philipsen \| Belgique \| Alpecin-Deceuninck \| + 21 s \| \| 7e \| Ben Turner \| Royaume-Uni \| Ineos Grenadiers \| + 22 s \| \| 8e \| Jonathan Milan \| Italie \| Lidl-Trek \| + 23 s \| \| 9e \| Maximilian Schachmann \| Allemagne \| Red Bull-Bora-Hansgrohe \| + 27 s \| \| 10e \| Alberto Bettiol \| Italie \| Astana Qazaqstan Team \| + 28 s \| |                       |             |                            |                  |
| |                       |             |                            |                  |
| |                       |             |                            |                  |
| Classement général |                       |             |                            |                  |
| Coureur | Coureur               | Pays        | Équipe                     | Temps            |
| 1er | Alec Segaert          | Belgique    | Lotto Dstny                | 11 h 32 min 25 s |
| 2e | Magnus Sheffield      | États-Unis  | Ineos Grenadiers           | + 7 s            |
| 3e | Tobias Foss           | Norvège     | Ineos Grenadiers           | + 11 s           |
| 4e | Tim Wellens           | Belgique    | UAE Team Emirates          | + 16 s           |
| 5e | Christophe Laporte    | France      | Team Visma \| Lease a Bike | + 17 s           |
| 6e | Jasper Philipsen      | Belgique    | Alpecin-Deceuninck         | + 21 s           |
| 7e | Ben Turner            | Royaume-Uni | Ineos Grenadiers           | + 22 s           |
| 8e | Jonathan Milan        | Italie      | Lidl-Trek                  | + 23 s           |
| 9e | Maximilian Schachmann | Allemagne   | Red Bull-Bora-Hansgrohe    | + 27 s           |
| 10e | Alberto Bettiol       | Italie      | Astana Qazaqstan Team      | + 28 s           |

### 5eétape
| \| Classement de l'étape \| Classement de l'étape \| Classement de l'étape \| Classement de l'étape \| Classement de l'étape \| \| Coureur \| Coureur \| Pays \| Équipe \| Temps \| \| --------------------- \| --------------------- \| --------------------- \| -------------------------- \| --------------------- \| \| 1er \| Arnaud De Lie \| Belgique \| Lotto Dstny \| 4 h 30 min 56 s \| \| 2e \| Tim Wellens \| Belgique \| UAE Team Emirates \| + 5 s \| \| 3e \| Valentin Madouas \| France \| Groupama-FDJ \| + 17 s \| \| 4e \| Rick Pluimers \| Pays-Bas \| Tudor Pro Cycling Team \| + 20 s \| \| 5e \| Stan Dewulf \| Belgique \| Decathlon-AG2R La Mondiale \| + 20 s \| \| 6e \| Matej Mohorič \| Slovénie \| Bahrain Victorious \| + 20 s \| \| 7e \| Per Strand Hagenes \| Norvège \| Team Visma \\| Lease a Bike \| + 20 s \| \| 8e \| Axel Zingle \| France \| Cofidis \| + 39 s \| \| 9e \| Christophe Laporte \| France \| Team Visma \\| Lease a Bike \| + 41 s \| \| 10e \| Paul Penhoët \| France \| Groupama-FDJ \| + 43 s \| |                    |          |                            |                 |
| |                    |          |                            |                 |
| |                    |          |                            |                 |
| Classement de l'étape |                    |          |                            |                 |
| Coureur | Coureur            | Pays     | Équipe                     | Temps           |
| 1er | Arnaud De Lie      | Belgique | Lotto Dstny                | 4 h 30 min 56 s |
| 2e | Tim Wellens        | Belgique | UAE Team Emirates          | + 5 s           |
| 3e | Valentin Madouas   | France   | Groupama-FDJ               | + 17 s          |
| 4e | Rick Pluimers      | Pays-Bas | Tudor Pro Cycling Team     | + 20 s          |
| 5e | Stan Dewulf        | Belgique | Decathlon-AG2R La Mondiale | + 20 s          |
| 6e | Matej Mohorič      | Slovénie | Bahrain Victorious         | + 20 s          |
| 7e | Per Strand Hagenes | Norvège  | Team Visma \| Lease a Bike | + 20 s          |
| 8e | Axel Zingle        | France   | Cofidis                    | + 39 s          |
| 9e | Christophe Laporte | France   | Team Visma \| Lease a Bike | + 41 s          |
| 10e | Paul Penhoët       | France   | Groupama-FDJ               | + 43 s          |

## Classements finals

### Classement général final
| \| Classement général \| Classement général \| Classement général \| Classement général \| Classement général \| \| Coureur \| Coureur \| Pays \| Équipe \| Temps \| \| ------------------ \| --------------------- \| ------------------ \| -------------------------- \| ------------------ \| \| 1er \| Tim Wellens \| Belgique \| UAE Team Emirates \| 16 h 03 min 28 s \| \| 2e \| Alec Segaert \| Belgique \| Lotto Dstny \| + 40 s \| \| 3e \| Per Strand Hagenes \| Norvège \| Team Visma \\| Lease a Bike \| + 42 s \| \| 4e \| Christophe Laporte \| France \| Team Visma \\| Lease a Bike \| + 51 s \| \| 5e \| Stan Dewulf \| Belgique \| Decathlon-AG2R La Mondiale \| + 55 s \| \| 6e \| Jasper Philipsen \| Belgique \| Alpecin-Deceuninck \| + 57 s \| \| 7e \| Ben Turner \| Royaume-Uni \| Ineos Grenadiers \| + 58 s \| \| 8e \| Matej Mohorič \| Slovénie \| Bahrain Victorious \| + 1 min 01 s \| \| 9e \| Maximilian Schachmann \| Allemagne \| Red Bull-Bora-Hansgrohe \| + 1 min 03 s \| \| 10e \| Alberto Bettiol \| Italie \| Astana Qazaqstan Team \| + 1 min 04 s \| |                       |             |                            |                  |
| |                       |             |                            |                  |
| Source : ProCyclingStats |                       |             |                            |                  |
| Classement général |                       |             |                            |                  |
| Coureur | Coureur               | Pays        | Équipe                     | Temps            |
| 1er | Tim Wellens           | Belgique    | UAE Team Emirates          | 16 h 03 min 28 s |
| 2e | Alec Segaert          | Belgique    | Lotto Dstny                | + 40 s           |
| 3e | Per Strand Hagenes    | Norvège     | Team Visma \| Lease a Bike | + 42 s           |
| 4e | Christophe Laporte    | France      | Team Visma \| Lease a Bike | + 51 s           |
| 5e | Stan Dewulf           | Belgique    | Decathlon-AG2R La Mondiale | + 55 s           |
| 6e | Jasper Philipsen      | Belgique    | Alpecin-Deceuninck         | + 57 s           |
| 7e | Ben Turner            | Royaume-Uni | Ineos Grenadiers           | + 58 s           |
| 8e | Matej Mohorič         | Slovénie    | Bahrain Victorious         | + 1 min 01 s     |
| 9e | Maximilian Schachmann | Allemagne   | Red Bull-Bora-Hansgrohe    | + 1 min 03 s     |
| 10e | Alberto Bettiol       | Italie      | Astana Qazaqstan Team      | + 1 min 04 s     |

### Classements annexes
| Classement par points | Classement par points | Classement par points | Classement par points      | Classement par points |
| Coureur               | Coureur               | Pays                  | Équipe                     | Points                |
| --------------------- | --------------------- | --------------------- | -------------------------- | --------------------- |
| 1er                   | Jasper Philipsen      | Belgique              | Alpecin-Deceuninck         | 80 pts                |
| 2e                    | Arnaud De Lie         | Belgique              | Lotto Dstny                | 62 pts                |
| 3e                    | Christophe Laporte    | France                | Team Visma \| Lease a Bike | 49 pts                |
| 4e                    | Paul Penhoët          | France                | Groupama-FDJ               | 46 pts                |
| 5e                    | Tim Wellens           | Belgique              | UAE Team Emirates          | 42 pts                |
| 6e                    | Axel Zingle           | France                | Cofidis                    | 34 pts                |
| 7e                    | Stefan Bissegger      | Suisse                | EF Education-EasyPost      | 33 pts                |
| 8e                    | Alec Segaert          | Belgique              | Lotto Dstny                | 30 pts                |
| 9e                    | Matteo Trentin        | Italie                | Tudor Pro Cycling Team     | 26 pts                |
| 10e                   | Magnus Sheffield      | États-Unis            | Ineos Grenadiers           | 25 pts                |

| Classement par points | Classement par points | Classement par points | Classement par points      | Classement par points |
| Coureur               | Coureur               | Pays                  | Équipe                     | Points                |
| --------------------- | --------------------- | --------------------- | -------------------------- | --------------------- |
| 1er                   | Jasper Philipsen      | Belgique              | Alpecin-Deceuninck         | 80 pts                |
| 2e                    | Arnaud De Lie         | Belgique              | Lotto Dstny                | 62 pts                |
| 3e                    | Christophe Laporte    | France                | Team Visma \| Lease a Bike | 49 pts                |
| 4e                    | Paul Penhoët          | France                | Groupama-FDJ               | 46 pts                |
| 5e                    | Tim Wellens           | Belgique              | UAE Team Emirates          | 42 pts                |
| 6e                    | Axel Zingle           | France                | Cofidis                    | 34 pts                |
| 7e                    | Stefan Bissegger      | Suisse                | EF Education-EasyPost      | 33 pts                |
| 8e                    | Alec Segaert          | Belgique              | Lotto Dstny                | 30 pts                |
| 9e                    | Matteo Trentin        | Italie                | Tudor Pro Cycling Team     | 26 pts                |
| 10e                   | Magnus Sheffield      | États-Unis            | Ineos Grenadiers           | 25 pts                |

| Classement de la combativité | Classement de la combativité | Classement de la combativité | Classement de la combativité | Classement de la combativité |
| Coureur                      | Coureur                      | Pays                         | Équipe                       | Points                       |
| ---------------------------- | ---------------------------- | ---------------------------- | ---------------------------- | ---------------------------- |
| 1er                          | Jordy Bouts                  | Belgique                     | TDT-Unibet                   | 52 pts                       |
| 2e                           | Axel Huens                   | France                       | TDT-Unibet                   | 26 pts                       |
| 3e                           | Alex Colman                  | Belgique                     | Team Flanders-Baloise        | 16 pts                       |
| 4e                           | Warre Vangheluwe             | Belgique                     | Soudal Quick-Step            | 13 pts                       |
| 5e                           | Ward Vanhoof                 | Belgique                     | Team Flanders-Baloise        | 13 pts                       |
| 6e                           | Jonas Rutsch                 | Allemagne                    | EF Education-EasyPost        | 12 pts                       |
| 7e                           | Cériel Desal                 | Belgique                     | Bingoal WB                   | 12 pts                       |
| 8e                           | Jan Maas                     | Pays-Bas                     | Team Jayco AlUla             | 11 pts                       |
| 9e                           | Matteo Trentin               | Italie                       | Tudor Pro Cycling Team       | 10 pts                       |
| 10e                          | Tobias Foss                  | Norvège                      | Ineos Grenadiers             | 10 pts                       |

| Classement de la combativité | Classement de la combativité | Classement de la combativité | Classement de la combativité | Classement de la combativité |
| Coureur                      | Coureur                      | Pays                         | Équipe                       | Points                       |
| ---------------------------- | ---------------------------- | ---------------------------- | ---------------------------- | ---------------------------- |
| 1er                          | Jordy Bouts                  | Belgique                     | TDT-Unibet                   | 52 pts                       |
| 2e                           | Axel Huens                   | France                       | TDT-Unibet                   | 26 pts                       |
| 3e                           | Alex Colman                  | Belgique                     | Team Flanders-Baloise        | 16 pts                       |
| 4e                           | Warre Vangheluwe             | Belgique                     | Soudal Quick-Step            | 13 pts                       |
| 5e                           | Ward Vanhoof                 | Belgique                     | Team Flanders-Baloise        | 13 pts                       |
| 6e                           | Jonas Rutsch                 | Allemagne                    | EF Education-EasyPost        | 12 pts                       |
| 7e                           | Cériel Desal                 | Belgique                     | Bingoal WB                   | 12 pts                       |
| 8e                           | Jan Maas                     | Pays-Bas                     | Team Jayco AlUla             | 11 pts                       |
| 9e                           | Matteo Trentin               | Italie                       | Tudor Pro Cycling Team       | 10 pts                       |
| 10e                          | Tobias Foss                  | Norvège                      | Ineos Grenadiers             | 10 pts                       |

| Classement du meilleur jeune | Classement du meilleur jeune | Classement du meilleur jeune | Classement du meilleur jeune | Classement du meilleur jeune |
| Coureur                      | Coureur                      | Pays                         | Équipe                       | Temps                        |
| ---------------------------- | ---------------------------- | ---------------------------- | ---------------------------- | ---------------------------- |
| 1er                          | Alec Segaert                 | Belgique                     | Lotto Dstny                  | 16 h 04 min 08 s             |
| 2e                           | Per Strand Hagenes           | Norvège                      | Team Visma \| Lease a Bike   | + 2 s                        |
| 3e                           | Eddy Le Huitouze             | France                       | Groupama-FDJ                 | + 1 min 00 s                 |
| 4e                           | Dylan Vandenstorme           | Belgique                     | Team Flanders-Baloise        | + 2 min 04 s                 |
| 5e                           | Arnaud De Lie                | Belgique                     | Lotto Dstny                  | + 2 min 13 s                 |
| 6e                           | Iván Romeo                   | Espagne                      | Movistar Team                | + 4 min 54 s                 |
| 7e                           | Magnus Sheffield             | États-Unis                   | Ineos Grenadiers             | + 11 min 38 s                |
| 8e                           | Emil Herzog                  | Allemagne                    | Red Bull-Bora-Hansgrohe      | + 12 min 14 s                |

| Classement du meilleur jeune | Classement du meilleur jeune | Classement du meilleur jeune | Classement du meilleur jeune | Classement du meilleur jeune |
| Coureur                      | Coureur                      | Pays                         | Équipe                       | Temps                        |
| ---------------------------- | ---------------------------- | ---------------------------- | ---------------------------- | ---------------------------- |
| 1er                          | Alec Segaert                 | Belgique                     | Lotto Dstny                  | 16 h 04 min 08 s             |
| 2e                           | Per Strand Hagenes           | Norvège                      | Team Visma \| Lease a Bike   | + 2 s                        |
| 3e                           | Eddy Le Huitouze             | France                       | Groupama-FDJ                 | + 1 min 00 s                 |
| 4e                           | Dylan Vandenstorme           | Belgique                     | Team Flanders-Baloise        | + 2 min 04 s                 |
| 5e                           | Arnaud De Lie                | Belgique                     | Lotto Dstny                  | + 2 min 13 s                 |
| 6e                           | Iván Romeo                   | Espagne                      | Movistar Team                | + 4 min 54 s                 |
| 7e                           | Magnus Sheffield             | États-Unis                   | Ineos Grenadiers             | + 11 min 38 s                |
| 8e                           | Emil Herzog                  | Allemagne                    | Red Bull-Bora-Hansgrohe      | + 12 min 14 s                |

| Classement par équipes | Classement par équipes     | Classement par équipes | Classement par équipes |
| Équipe                 | Équipe                     | Pays                   | Temps                  |
| ---------------------- | -------------------------- | ---------------------- | ---------------------- |
| 1re                    | Team Visma \| Lease a Bike | Pays-Bas               | 48 h 13 min 16 s       |
| 2e                     | Decathlon-AG2R La Mondiale | France                 | + 1 min 35 s           |
| 3e                     | EF Education-EasyPost      | États-Unis             | + 1 min 47 s           |
| 4e                     | Groupama-FDJ               | France                 | + 1 min 51 s           |
| 5e                     | Lotto Dstny                | Belgique               | + 2 min 23 s           |
| 6e                     | Team Flanders-Baloise      | Belgique               | + 3 min 07 s           |
| 7e                     | Red Bull-Bora-Hansgrohe    | Allemagne              | + 5 min 07 s           |
| 8e                     | Bahrain Victorious         | Bahreïn                | + 5 min 53 s           |
| 9e                     | TDT-Unibet                 | Pays-Bas               | + 7 min 21 s           |
| 10e                    | Intermarché-Wanty          | Belgique               | + 8 min 04 s           |

| Classement par équipes | Classement par équipes     | Classement par équipes | Classement par équipes |
| Équipe                 | Équipe                     | Pays                   | Temps                  |
| ---------------------- | -------------------------- | ---------------------- | ---------------------- |
| 1re                    | Team Visma \| Lease a Bike | Pays-Bas               | 48 h 13 min 16 s       |
| 2e                     | Decathlon-AG2R La Mondiale | France                 | + 1 min 35 s           |
| 3e                     | EF Education-EasyPost      | États-Unis             | + 1 min 47 s           |
| 4e                     | Groupama-FDJ               | France                 | + 1 min 51 s           |
| 5e                     | Lotto Dstny                | Belgique               | + 2 min 23 s           |
| 6e                     | Team Flanders-Baloise      | Belgique               | + 3 min 07 s           |
| 7e                     | Red Bull-Bora-Hansgrohe    | Allemagne              | + 5 min 07 s           |
| 8e                     | Bahrain Victorious         | Bahreïn                | + 5 min 53 s           |
| 9e                     | TDT-Unibet                 | Pays-Bas               | + 7 min 21 s           |
| 10e                    | Intermarché-Wanty          | Belgique               | + 8 min 04 s           |

## Évolution des classements
| Etape              | Vainqueur          | Classement général | Classement par points | Classement du meilleur jeune | Classement de la combativité | Classement par équipes  |
| ------------------ | ------------------ | ------------------ | --------------------- | ---------------------------- | ---------------------------- | ----------------------- |
| 1                  | Jonathan Milan     | Jonathan Milan     | Jonathan Milan        | Arnaud De Lie                | Jordy Bouts                  | Lidl-Trek               |
| 2                  | Alec Segaert       | Alec Segaert       | Alec Segaert          | Alec Segaert                 | Jordy Bouts                  | Ineos Grenadiers        |
| 3                  | Jonathan Milan     | Alec Segaert       | Jonathan Milan        | Alec Segaert                 | Jordy Bouts                  | Ineos Grenadiers        |
| 4                  | Jasper Philipsen   | Alec Segaert       | Jasper Philipsen      | Alec Segaert                 | Jordy Bouts                  | Ineos Grenadiers        |
| 5                  | Arnaud De Lie      | Tim Wellens        | Jasper Philipsen      | Alec Segaert                 | Jordy Bouts                  | Team Visma-Lease a Bike |
| Classements finals | Classements finals | Tim Wellens        | Jasper Philipsen      | Alec Segaert                 | Jordy Bouts                  | Team Visma-Lease a Bike |

## Liste des participants
| UAE Team Emirates UAD | UAE Team Emirates UAD      | UAE Team Emirates UAD |
| --------------------- | -------------------------- | --------------------- |
| Num                   | Coureur                    | Pos                   |
| 1                     | Tim Wellens (BEL) (chrono) | 1er                   |
| 2                     | Nils Politt (GER) (chrono) | 49e                   |
| 3                     | Sjoerd Bax (NED)           | 42e                   |
| 4                     | Alessandro Covi (ITA)      | 61e                   |
| 5                     | Sebastián Molano (COL)     | AB-5                  |
| 6                     | Mikkel Bjerg (DEN)         | 54e                   |
| 7                     | Rui Oliveira (POR)         | AB-5                  |

| Alpecin-Deceuninck ADC | Alpecin-Deceuninck ADC             | Alpecin-Deceuninck ADC |
| ---------------------- | ---------------------------------- | ---------------------- |
| Num                    | Coureur                            | Pos                    |
| 11                     | Mathieu van der Poel (NED) (route) | NP-5                   |
| 12                     | Jasper Philipsen (BEL)             | 6e                     |
| 13                     | Jonas Rickaert (BEL)               | AB-5                   |
| 14                     | Søren Kragh Andersen (DEN)         | 25e                    |
| 15                     | Senne Leysen (BEL)                 | 85e                    |
| 16                     | Timo Kielich (BEL)                 | 83e                    |
| 17                     | Silvan Dillier (SUI)               | 67e                    |

| Soudal Quick-Step SOQ | Soudal Quick-Step SOQ    | Soudal Quick-Step SOQ |
| --------------------- | ------------------------ | --------------------- |
| Num                   | Coureur                  | Pos                   |
| 21                    | Tim Merlier (BEL)        | NP-3                  |
| 22                    | Yves Lampaert (BEL)      | AB-5                  |
| 23                    | Josef Černý (CZE)        | 75e                   |
| 24                    | Ayco Bastiaens (BEL)     | AB-5                  |
| 25                    | Bert Van Lerberghe (BEL) | AB-5                  |
| 26                    | Ilan Van Wilder (BEL)    | 11e                   |
| 27                    | Warre Vangheluwe (BEL)   | 65e                   |

| Intermarché-Wanty IWA | Intermarché-Wanty IWA        | Intermarché-Wanty IWA |
| --------------------- | ---------------------------- | --------------------- |
| Num                   | Coureur                      | Pos                   |
| 31                    | Biniam Girmay (ERI) (chrono) | 38e                   |
| 32                    | Mike Teunissen (NED)         | 17e                   |
| 33                    | Gijs Van Hoecke (BEL)        | AB-5                  |
| 34                    | Adrien Petit (FRA)           | AB-5                  |
| 35                    | Laurenz Rex (BEL)            | 47e                   |
| 36                    | Dion Smith (NZL)             | 74e                   |
| 37                    | Gerben Thijssen (BEL)        | AB-5                  |

| Team Visma \| Lease a Bike TVL | Team Visma \| Lease a Bike TVL   | Team Visma \| Lease a Bike TVL |
| ------------------------------ | -------------------------------- | ------------------------------ |
| Num                            | Coureur                          | Pos                            |
| 41                             | Olav Kooij (NED)                 | NP-2                           |
| 42                             | Christophe Laporte (FRA) (route) | 4e                             |
| 43                             | Tiesj Benoot (BEL)               | 21e                            |
| 44                             | Per Strand Hagenes (NOR)         | 3e                             |
| 45                             | Tosh Van der Sande (BEL)         | AB-5                           |
| 46                             | Mick van Dijke (NED)             | AB-5                           |
| 47                             | Julien Vermote (BEL)             | 90e                            |

| Lidl-Trek LTK | Lidl-Trek LTK             | Lidl-Trek LTK |
| ------------- | ------------------------- | ------------- |
| Num           | Coureur                   | Pos           |
| 51            | Jasper Stuyven (BEL)      | 16e           |
| 52            | Edward Theuns (BEL)       | 55e           |
| 53            | Simone Consonni (ITA)     | 79e           |
| 54            | Daan Hoole (NED) (chrono) | AB-1          |
| 55            | Jonathan Milan (ITA)      | AB-5          |
| 56            | Jacopo Mosca (ITA)        | 50e           |
| 57            | Quinn Simmons (USA)       | 51e           |

| Lotto Dstny LTD | Lotto Dstny LTD             | Lotto Dstny LTD |
| --------------- | --------------------------- | --------------- |
| Num             | Coureur                     | Pos             |
| 61              | Arnaud De Lie (BEL) (route) | 37e             |
| 62              | Florian Vermeersch (BEL)    | 63e             |
| 63              | Jasper De Buyst (BEL)       | 70e             |
| 64              | Alec Segaert (BEL)          | 2e              |
| 65              | Liam Slock (BEL)            | AB-5            |
| 66              | Brent Van Moer (BEL)        | 40e             |
| 67              | Cédric Beullens (BEL)       | AB-5            |

| Bahrain Victorious TBV | Bahrain Victorious TBV  | Bahrain Victorious TBV |
| ---------------------- | ----------------------- | ---------------------- |
| Num                    | Coureur                 | Pos                    |
| 71                     | Matej Mohorič (SLO)     | 8e                     |
| 72                     | Nikias Arndt (GER)      | 52e                    |
| 73                     | Phil Bauhaus (GER)      | AB-5                   |
| 74                     | Andrea Pasqualon (ITA)  | AB-5                   |
| 75                     | Dušan Rajović (SRB)     | NP-5                   |
| 76                     | Łukasz Wiśniowski (POL) | AB-5                   |
| 77                     | Fred Wright (GBR)       | 12e                    |

| Ineos Grenadiers IGD | Ineos Grenadiers IGD         | Ineos Grenadiers IGD |
| -------------------- | ---------------------------- | -------------------- |
| Num                  | Coureur                      | Pos                  |
| 81                   | Filippo Ganna (ITA) (chrono) | NP-2                 |
| 82                   | Elia Viviani (ITA)           | AB-5                 |
| 83                   | Tobias Foss (NOR)            | 58e                  |
| 84                   | Salvatore Puccio (ITA)       | AB-5                 |
| 85                   | Magnus Sheffield (USA)       | 57e                  |
| 86                   | Ben Turner (GBR)             | 7e                   |
| 87                   | Geraint Thomas (GBR)         | AB-5                 |

| Red Bull-Bora-Hansgrohe RBH | Red Bull-Bora-Hansgrohe RBH   | Red Bull-Bora-Hansgrohe RBH |
| --------------------------- | ----------------------------- | --------------------------- |
| Num                         | Coureur                       | Pos                         |
| 91                          | Sam Welsford (AUS)            | AB-5                        |
| 92                          | Marco Haller (AUT)            | 31e                         |
| 93                          | Filip Maciejuk (POL) (chrono) | 46e                         |
| 94                          | Ryan Mullen (IRL)             | AB-5                        |
| 95                          | Maximilian Schachmann (GER)   | 9e                          |
| 96                          | Matteo Sobrero (ITA)          | AB-1                        |
| 97                          | Emil Herzog (GER)             | 73e                         |

| Arkéa-B&B Hotels ARK | Arkéa-B&B Hotels ARK   | Arkéa-B&B Hotels ARK |
| -------------------- | ---------------------- | -------------------- |
| Num                  | Coureur                | Pos                  |
| 101                  | Arnaud Démare (FRA)    | 71e                  |
| 102                  | Florian Sénéchal (FRA) | NP-2                 |
| 103                  | Matîs Louvel (FRA)     | AB-5                 |
| 104                  | Daniel McLay (GBR)     | AB-5                 |
| 105                  | Alan Riou (FRA)        | AB-5                 |
| 106                  | Miles Scotson (AUS)    | 39e                  |
| 107                  | David Dekker (NED)     | 87e                  |

| Cofidis COF | Cofidis COF          | Cofidis COF |
| ----------- | -------------------- | ----------- |
| Num         | Coureur              | Pos         |
| 111         | Axel Zingle (FRA)    | 19e         |
| 112         | Aimé De Gendt (BEL)  | 27e         |
| 113         | Milan Fretin (BEL)   | AB-5        |
| 114         | Oliver Knight (GBR)  | AB-4        |
| 115         | Stefano Oldani (ITA) | NP-4        |
| 116         | Alexis Renard (FRA)  | AB-5        |
| 117         | Ludovic Robeet (BEL) | 68e         |

| Decathlon-AG2R La Mondiale DAT | Decathlon-AG2R La Mondiale DAT | Decathlon-AG2R La Mondiale DAT |
| ------------------------------ | ------------------------------ | ------------------------------ |
| Num                            | Coureur                        | Pos                            |
| 121                            | Sam Bennett (IRL)              | AB-4                           |
| 122                            | Oliver Naesen (BEL)            | 23e                            |
| 123                            | Benoît Cosnefroy (FRA)         | AB-5                           |
| 124                            | Dries De Bondt (BEL)           | 88e                            |
| 125                            | Stan Dewulf (BEL)              | 5e                             |
| 126                            | Pierre Gautherat (FRA)         | AB-5                           |
| 127                            | Aurélien Paret-Peintre (FRA)   | 18e                            |

| EF Education-EasyPost EFE | EF Education-EasyPost EFE | EF Education-EasyPost EFE |
| ------------------------- | ------------------------- | ------------------------- |
| Num                       | Coureur                   | Pos                       |
| 131                       | Jonas Rutsch (GER)        | 22e                       |
| 132                       | Mikkel Honoré (DEN)       | 24e                       |
| 133                       | Stefan Bissegger (SUI)    | 48e                       |
| 134                       | Stefan de Bod (RSA)       | 33e                       |
| 135                       | Jack Rootkin-Gray (GBR)   | AB-5                      |
| 136                       | Yuhi Todome (JPN)         | AB-5                      |
| 137                       | Michael Valgren (DEN)     | 32e                       |

| Groupama-FDJ GFC | Groupama-FDJ GFC       | Groupama-FDJ GFC |
| ---------------- | ---------------------- | ---------------- |
| Num              | Coureur                | Pos              |
| 141              | Clément Davy (FRA)     | AB-5             |
| 142              | Valentin Madouas (FRA) | 14e              |
| 143              | Olivier Le Gac (FRA)   | 53e              |
| 144              | Fabian Lienhard (SUI)  | 56e              |
| 145              | Eddy Le Huitouze (FRA) | 20e              |
| 146              | Marc Sarreau (FRA)     | AB-4             |
| 147              | Paul Penhoët (FRA)     | 26e              |

| Movistar Team MOV | Movistar Team MOV         | Movistar Team MOV |
| ----------------- | ------------------------- | ----------------- |
| Num               | Coureur                   | Pos               |
| 151               | Iván García Cortina (ESP) | 64e               |
| 152               | Fernando Gaviria (COL)    | AB-5              |
| 153               | Rémi Cavagna (FRA)        | 41e               |
| 154               | Johan Jacobs (SUI)        | NP-2              |
| 155               | Manlio Moro (ITA)         | AB-4              |
| 156               | Iván Romeo (ESP)          | 44e               |
| 157               | Davide Cimolai (ITA)      | AB-5              |

| Team dsm-firmenich PostNL DFP | Team dsm-firmenich PostNL DFP | Team dsm-firmenich PostNL DFP |
| ----------------------------- | ----------------------------- | ----------------------------- |
| Num                           | Coureur                       | Pos                           |
| 161                           | Fabio Jakobsen (NED)          | AB                            |
| 162                           | John Degenkolb (GER)          | NP-2                          |
| 163                           | Nils Eekhoff (NED)            | AB-1                          |
| 164                           | Alexander Edmondson (AUS)     | NP-4                          |
| 165                           | Timo Roosen (NED)             | AB-5                          |
| 166                           | Frank van den Broek (NED)     | 60e                           |
| 167                           | Bram Welten (NED)             | 91e                           |

| Team Jayco AlUla JAY | Team Jayco AlUla JAY            | Team Jayco AlUla JAY |
| -------------------- | ------------------------------- | -------------------- |
| Num                  | Coureur                         | Pos                  |
| 171                  | Dylan Groenewegen (NED) (route) | NP-2                 |
| 172                  | Michael Hepburn (AUS)           | AB-5                 |
| 173                  | Kelland O'Brien (AUS)           | 72e                  |
| 174                  | Jan Maas (NED)                  | 36e                  |
| 175                  | Max Walscheid (GER)             | 66e                  |
| 176                  | Elmar Reinders (NED)            | AB-5                 |
| 177                  | Campbell Stewart (NZL)          | AB-5                 |

| Astana Qazaqstan Team AST | Astana Qazaqstan Team AST               | Astana Qazaqstan Team AST |
| ------------------------- | --------------------------------------- | ------------------------- |
| Num                       | Coureur                                 | Pos                       |
| 181                       | Michael Mørkøv (DEN)                    | AB-5                      |
| 182                       | Alberto Bettiol (ITA) (route)           | 10e                       |
| 183                       | Yevgeniy Gidich (KAZ)                   | AB-5                      |
| 184                       | Dmitriy Gruzdev (KAZ) (route et chrono) | AB-5                      |
| 185                       | Max Kanter (GER)                        | 89e                       |
| 186                       | Rüdiger Selig (GER)                     | AB-5                      |
| 187                       | Gleb Syritsa                            | 82e                       |

| Bingoal WB BWB | Bingoal WB BWB          | Bingoal WB BWB |
| -------------- | ----------------------- | -------------- |
| Num            | Coureur                 | Pos            |
| 191            | Louis Blouwe (BEL)      | AB-5           |
| 192            | Luca De Meester (BEL)   | 78e            |
| 193            | Davide Persico (ITA)    | AB-5           |
| 194            | Cériel Desal (BEL)      | 43e            |
| 195            | Nathan Vandepitte (FRA) | AB-5           |
| 196            | Luca Van Boven (BEL)    | 69e            |
| 197            | Loïc Vliegen (BEL)      | AB-5           |

| Team Flanders-Baloise TFB | Team Flanders-Baloise TFB | Team Flanders-Baloise TFB |
| ------------------------- | ------------------------- | ------------------------- |
| Num                       | Coureur                   | Pos                       |
| 201                       | Alex Colman (BEL)         | 76e                       |
| 202                       | Lars Craps (BEL)          | 29e                       |
| 203                       | Jules Hesters (BEL)       | 77e                       |
| 204                       | Elias Maris (BEL)         | 28e                       |
| 205                       | Dylan Vandenstorme (BEL)  | 35e                       |
| 206                       | Aaron Van Poucke (BEL)    | AB-5                      |
| 207                       | Ward Vanhoof (BEL)        | 62e                       |

| TDT-Unibet TDT | TDT-Unibet TDT              | TDT-Unibet TDT |
| -------------- | --------------------------- | -------------- |
| Num            | Coureur                     | Pos            |
| 211            | Davide Bomboi (BEL)         | AB-5           |
| 212            | Hartthijs de Vries (NED)    | 45e            |
| 213            | Andreas Stokbro (DEN)       | 81e            |
| 214            | Axel Huens (FRA)            | 34e            |
| 215            | Nicklas Amdi Pedersen (DEN) | AB-5           |
| 216            | Tomáš Kopecký (CZE)         | 30e            |
| 217            | Jordy Bouts (BEL)           | 59e            |

| Tudor Pro Cycling Team TUD | Tudor Pro Cycling Team TUD   | Tudor Pro Cycling Team TUD |
| -------------------------- | ---------------------------- | -------------------------- |
| Num                        | Coureur                      | Pos                        |
| 221                        | Matteo Trentin (ITA)         | 13e                        |
| 222                        | Tom Bohli (SUI)              | 80e                        |
| 223                        | Jacob Eriksson (SWE) (route) | 86e                        |
| 224                        | Petr Kelemen (CZE)           | AB-4                       |
| 225                        | Miká Heming (GER)            | 84e                        |
| 226                        | Simon Pellaud (SUI)          | AB-5                       |
| 227                        | Rick Pluimers (NED)          | 15e                        |

| UAE Team Emirates UAD | UAE Team Emirates UAD      | UAE Team Emirates UAD |
| --------------------- | -------------------------- | --------------------- |
| Num                   | Coureur                    | Pos                   |
| 1                     | Tim Wellens (BEL) (chrono) | 1er                   |
| 2                     | Nils Politt (GER) (chrono) | 49e                   |
| 3                     | Sjoerd Bax (NED)           | 42e                   |
| 4                     | Alessandro Covi (ITA)      | 61e                   |
| 5                     | Sebastián Molano (COL)     | AB-5                  |
| 6                     | Mikkel Bjerg (DEN)         | 54e                   |
| 7                     | Rui Oliveira (POR)         | AB-5                  |

| Alpecin-Deceuninck ADC | Alpecin-Deceuninck ADC             | Alpecin-Deceuninck ADC |
| ---------------------- | ---------------------------------- | ---------------------- |
| Num                    | Coureur                            | Pos                    |
| 11                     | Mathieu van der Poel (NED) (route) | NP-5                   |
| 12                     | Jasper Philipsen (BEL)             | 6e                     |
| 13                     | Jonas Rickaert (BEL)               | AB-5                   |
| 14                     | Søren Kragh Andersen (DEN)         | 25e                    |
| 15                     | Senne Leysen (BEL)                 | 85e                    |
| 16                     | Timo Kielich (BEL)                 | 83e                    |
| 17                     | Silvan Dillier (SUI)               | 67e                    |

| Soudal Quick-Step SOQ | Soudal Quick-Step SOQ    | Soudal Quick-Step SOQ |
| --------------------- | ------------------------ | --------------------- |
| Num                   | Coureur                  | Pos                   |
| 21                    | Tim Merlier (BEL)        | NP-3                  |
| 22                    | Yves Lampaert (BEL)      | AB-5                  |
| 23                    | Josef Černý (CZE)        | 75e                   |
| 24                    | Ayco Bastiaens (BEL)     | AB-5                  |
| 25                    | Bert Van Lerberghe (BEL) | AB-5                  |
| 26                    | Ilan Van Wilder (BEL)    | 11e                   |
| 27                    | Warre Vangheluwe (BEL)   | 65e                   |

| Intermarché-Wanty IWA | Intermarché-Wanty IWA        | Intermarché-Wanty IWA |
| --------------------- | ---------------------------- | --------------------- |
| Num                   | Coureur                      | Pos                   |
| 31                    | Biniam Girmay (ERI) (chrono) | 38e                   |
| 32                    | Mike Teunissen (NED)         | 17e                   |
| 33                    | Gijs Van Hoecke (BEL)        | AB-5                  |
| 34                    | Adrien Petit (FRA)           | AB-5                  |
| 35                    | Laurenz Rex (BEL)            | 47e                   |
| 36                    | Dion Smith (NZL)             | 74e                   |
| 37                    | Gerben Thijssen (BEL)        | AB-5                  |

| Team Visma \| Lease a Bike TVL | Team Visma \| Lease a Bike TVL   | Team Visma \| Lease a Bike TVL |
| ------------------------------ | -------------------------------- | ------------------------------ |
| Num                            | Coureur                          | Pos                            |
| 41                             | Olav Kooij (NED)                 | NP-2                           |
| 42                             | Christophe Laporte (FRA) (route) | 4e                             |
| 43                             | Tiesj Benoot (BEL)               | 21e                            |
| 44                             | Per Strand Hagenes (NOR)         | 3e                             |
| 45                             | Tosh Van der Sande (BEL)         | AB-5                           |
| 46                             | Mick van Dijke (NED)             | AB-5                           |
| 47                             | Julien Vermote (BEL)             | 90e                            |

| Lidl-Trek LTK | Lidl-Trek LTK             | Lidl-Trek LTK |
| ------------- | ------------------------- | ------------- |
| Num           | Coureur                   | Pos           |
| 51            | Jasper Stuyven (BEL)      | 16e           |
| 52            | Edward Theuns (BEL)       | 55e           |
| 53            | Simone Consonni (ITA)     | 79e           |
| 54            | Daan Hoole (NED) (chrono) | AB-1          |
| 55            | Jonathan Milan (ITA)      | AB-5          |
| 56            | Jacopo Mosca (ITA)        | 50e           |
| 57            | Quinn Simmons (USA)       | 51e           |

| Lotto Dstny LTD | Lotto Dstny LTD             | Lotto Dstny LTD |
| --------------- | --------------------------- | --------------- |
| Num             | Coureur                     | Pos             |
| 61              | Arnaud De Lie (BEL) (route) | 37e             |
| 62              | Florian Vermeersch (BEL)    | 63e             |
| 63              | Jasper De Buyst (BEL)       | 70e             |
| 64              | Alec Segaert (BEL)          | 2e              |
| 65              | Liam Slock (BEL)            | AB-5            |
| 66              | Brent Van Moer (BEL)        | 40e             |
| 67              | Cédric Beullens (BEL)       | AB-5            |

| Bahrain Victorious TBV | Bahrain Victorious TBV  | Bahrain Victorious TBV |
| ---------------------- | ----------------------- | ---------------------- |
| Num                    | Coureur                 | Pos                    |
| 71                     | Matej Mohorič (SLO)     | 8e                     |
| 72                     | Nikias Arndt (GER)      | 52e                    |
| 73                     | Phil Bauhaus (GER)      | AB-5                   |
| 74                     | Andrea Pasqualon (ITA)  | AB-5                   |
| 75                     | Dušan Rajović (SRB)     | NP-5                   |
| 76                     | Łukasz Wiśniowski (POL) | AB-5                   |
| 77                     | Fred Wright (GBR)       | 12e                    |

| Ineos Grenadiers IGD | Ineos Grenadiers IGD         | Ineos Grenadiers IGD |
| -------------------- | ---------------------------- | -------------------- |
| Num                  | Coureur                      | Pos                  |
| 81                   | Filippo Ganna (ITA) (chrono) | NP-2                 |
| 82                   | Elia Viviani (ITA)           | AB-5                 |
| 83                   | Tobias Foss (NOR)            | 58e                  |
| 84                   | Salvatore Puccio (ITA)       | AB-5                 |
| 85                   | Magnus Sheffield (USA)       | 57e                  |
| 86                   | Ben Turner (GBR)             | 7e                   |
| 87                   | Geraint Thomas (GBR)         | AB-5                 |

| Red Bull-Bora-Hansgrohe RBH | Red Bull-Bora-Hansgrohe RBH   | Red Bull-Bora-Hansgrohe RBH |
| --------------------------- | ----------------------------- | --------------------------- |
| Num                         | Coureur                       | Pos                         |
| 91                          | Sam Welsford (AUS)            | AB-5                        |
| 92                          | Marco Haller (AUT)            | 31e                         |
| 93                          | Filip Maciejuk (POL) (chrono) | 46e                         |
| 94                          | Ryan Mullen (IRL)             | AB-5                        |
| 95                          | Maximilian Schachmann (GER)   | 9e                          |
| 96                          | Matteo Sobrero (ITA)          | AB-1                        |
| 97                          | Emil Herzog (GER)             | 73e                         |

| Arkéa-B&B Hotels ARK | Arkéa-B&B Hotels ARK   | Arkéa-B&B Hotels ARK |
| -------------------- | ---------------------- | -------------------- |
| Num                  | Coureur                | Pos                  |
| 101                  | Arnaud Démare (FRA)    | 71e                  |
| 102                  | Florian Sénéchal (FRA) | NP-2                 |
| 103                  | Matîs Louvel (FRA)     | AB-5                 |
| 104                  | Daniel McLay (GBR)     | AB-5                 |
| 105                  | Alan Riou (FRA)        | AB-5                 |
| 106                  | Miles Scotson (AUS)    | 39e                  |
| 107                  | David Dekker (NED)     | 87e                  |

| Cofidis COF | Cofidis COF          | Cofidis COF |
| ----------- | -------------------- | ----------- |
| Num         | Coureur              | Pos         |
| 111         | Axel Zingle (FRA)    | 19e         |
| 112         | Aimé De Gendt (BEL)  | 27e         |
| 113         | Milan Fretin (BEL)   | AB-5        |
| 114         | Oliver Knight (GBR)  | AB-4        |
| 115         | Stefano Oldani (ITA) | NP-4        |
| 116         | Alexis Renard (FRA)  | AB-5        |
| 117         | Ludovic Robeet (BEL) | 68e         |

| Decathlon-AG2R La Mondiale DAT | Decathlon-AG2R La Mondiale DAT | Decathlon-AG2R La Mondiale DAT |
| ------------------------------ | ------------------------------ | ------------------------------ |
| Num                            | Coureur                        | Pos                            |
| 121                            | Sam Bennett (IRL)              | AB-4                           |
| 122                            | Oliver Naesen (BEL)            | 23e                            |
| 123                            | Benoît Cosnefroy (FRA)         | AB-5                           |
| 124                            | Dries De Bondt (BEL)           | 88e                            |
| 125                            | Stan Dewulf (BEL)              | 5e                             |
| 126                            | Pierre Gautherat (FRA)         | AB-5                           |
| 127                            | Aurélien Paret-Peintre (FRA)   | 18e                            |

| EF Education-EasyPost EFE | EF Education-EasyPost EFE | EF Education-EasyPost EFE |
| ------------------------- | ------------------------- | ------------------------- |
| Num                       | Coureur                   | Pos                       |
| 131                       | Jonas Rutsch (GER)        | 22e                       |
| 132                       | Mikkel Honoré (DEN)       | 24e                       |
| 133                       | Stefan Bissegger (SUI)    | 48e                       |
| 134                       | Stefan de Bod (RSA)       | 33e                       |
| 135                       | Jack Rootkin-Gray (GBR)   | AB-5                      |
| 136                       | Yuhi Todome (JPN)         | AB-5                      |
| 137                       | Michael Valgren (DEN)     | 32e                       |

| Groupama-FDJ GFC | Groupama-FDJ GFC       | Groupama-FDJ GFC |
| ---------------- | ---------------------- | ---------------- |
| Num              | Coureur                | Pos              |
| 141              | Clément Davy (FRA)     | AB-5             |
| 142              | Valentin Madouas (FRA) | 14e              |
| 143              | Olivier Le Gac (FRA)   | 53e              |
| 144              | Fabian Lienhard (SUI)  | 56e              |
| 145              | Eddy Le Huitouze (FRA) | 20e              |
| 146              | Marc Sarreau (FRA)     | AB-4             |
| 147              | Paul Penhoët (FRA)     | 26e              |

| Movistar Team MOV | Movistar Team MOV         | Movistar Team MOV |
| ----------------- | ------------------------- | ----------------- |
| Num               | Coureur                   | Pos               |
| 151               | Iván García Cortina (ESP) | 64e               |
| 152               | Fernando Gaviria (COL)    | AB-5              |
| 153               | Rémi Cavagna (FRA)        | 41e               |
| 154               | Johan Jacobs (SUI)        | NP-2              |
| 155               | Manlio Moro (ITA)         | AB-4              |
| 156               | Iván Romeo (ESP)          | 44e               |
| 157               | Davide Cimolai (ITA)      | AB-5              |

| Team dsm-firmenich PostNL DFP | Team dsm-firmenich PostNL DFP | Team dsm-firmenich PostNL DFP |
| ----------------------------- | ----------------------------- | ----------------------------- |
| Num                           | Coureur                       | Pos                           |
| 161                           | Fabio Jakobsen (NED)          | AB                            |
| 162                           | John Degenkolb (GER)          | NP-2                          |
| 163                           | Nils Eekhoff (NED)            | AB-1                          |
| 164                           | Alexander Edmondson (AUS)     | NP-4                          |
| 165                           | Timo Roosen (NED)             | AB-5                          |
| 166                           | Frank van den Broek (NED)     | 60e                           |
| 167                           | Bram Welten (NED)             | 91e                           |

| Team Jayco AlUla JAY | Team Jayco AlUla JAY            | Team Jayco AlUla JAY |
| -------------------- | ------------------------------- | -------------------- |
| Num                  | Coureur                         | Pos                  |
| 171                  | Dylan Groenewegen (NED) (route) | NP-2                 |
| 172                  | Michael Hepburn (AUS)           | AB-5                 |
| 173                  | Kelland O'Brien (AUS)           | 72e                  |
| 174                  | Jan Maas (NED)                  | 36e                  |
| 175                  | Max Walscheid (GER)             | 66e                  |
| 176                  | Elmar Reinders (NED)            | AB-5                 |
| 177                  | Campbell Stewart (NZL)          | AB-5                 |

| Astana Qazaqstan Team AST | Astana Qazaqstan Team AST               | Astana Qazaqstan Team AST |
| ------------------------- | --------------------------------------- | ------------------------- |
| Num                       | Coureur                                 | Pos                       |
| 181                       | Michael Mørkøv (DEN)                    | AB-5                      |
| 182                       | Alberto Bettiol (ITA) (route)           | 10e                       |
| 183                       | Yevgeniy Gidich (KAZ)                   | AB-5                      |
| 184                       | Dmitriy Gruzdev (KAZ) (route et chrono) | AB-5                      |
| 185                       | Max Kanter (GER)                        | 89e                       |
| 186                       | Rüdiger Selig (GER)                     | AB-5                      |
| 187                       | Gleb Syritsa                            | 82e                       |

| Bingoal WB BWB | Bingoal WB BWB          | Bingoal WB BWB |
| -------------- | ----------------------- | -------------- |
| Num            | Coureur                 | Pos            |
| 191            | Louis Blouwe (BEL)      | AB-5           |
| 192            | Luca De Meester (BEL)   | 78e            |
| 193            | Davide Persico (ITA)    | AB-5           |
| 194            | Cériel Desal (BEL)      | 43e            |
| 195            | Nathan Vandepitte (FRA) | AB-5           |
| 196            | Luca Van Boven (BEL)    | 69e            |
| 197            | Loïc Vliegen (BEL)      | AB-5           |

| Team Flanders-Baloise TFB | Team Flanders-Baloise TFB | Team Flanders-Baloise TFB |
| ------------------------- | ------------------------- | ------------------------- |
| Num                       | Coureur                   | Pos                       |
| 201                       | Alex Colman (BEL)         | 76e                       |
| 202                       | Lars Craps (BEL)          | 29e                       |
| 203                       | Jules Hesters (BEL)       | 77e                       |
| 204                       | Elias Maris (BEL)         | 28e                       |
| 205                       | Dylan Vandenstorme (BEL)  | 35e                       |
| 206                       | Aaron Van Poucke (BEL)    | AB-5                      |
| 207                       | Ward Vanhoof (BEL)        | 62e                       |

| TDT-Unibet TDT | TDT-Unibet TDT              | TDT-Unibet TDT |
| -------------- | --------------------------- | -------------- |
| Num            | Coureur                     | Pos            |
| 211            | Davide Bomboi (BEL)         | AB-5           |
| 212            | Hartthijs de Vries (NED)    | 45e            |
| 213            | Andreas Stokbro (DEN)       | 81e            |
| 214            | Axel Huens (FRA)            | 34e            |
| 215            | Nicklas Amdi Pedersen (DEN) | AB-5           |
| 216            | Tomáš Kopecký (CZE)         | 30e            |
| 217            | Jordy Bouts (BEL)           | 59e            |

| Tudor Pro Cycling Team TUD | Tudor Pro Cycling Team TUD   | Tudor Pro Cycling Team TUD |
| -------------------------- | ---------------------------- | -------------------------- |
| Num                        | Coureur                      | Pos                        |
| 221                        | Matteo Trentin (ITA)         | 13e                        |
| 222                        | Tom Bohli (SUI)              | 80e                        |
| 223                        | Jacob Eriksson (SWE) (route) | 86e                        |
| 224                        | Petr Kelemen (CZE)           | AB-4                       |
| 225                        | Miká Heming (GER)            | 84e                        |
| 226                        | Simon Pellaud (SUI)          | AB-5                       |
| 227                        | Rick Pluimers (NED)          | 15e                        |